# Macaldenia palumba
Macaldenia palumba là một loài bướm đêm thuộc họ Noctuidae. Loài này có ở Oriental Region toNhật Bản (Okinawa) và Sundaland, phía đông đến New Guinea. It is also có ở Guam ở Micronesia.
Ấu trùng ăn Atalantia và Paramignya. Ấu trùng ăn Citrofortunella, but it is unknown if they feed on this plant in the wild.